# 柳州軌道交通
柳州軌道交通（りゅうしゅうきどうこうつう、中国語: 柳州轨道交通）とは中国広西チワン族自治区柳州市において建設中のモノレールであったが、この計画はその後に国家発展改革委員会によって保留された。

## 路線
| 路線  | 区間                | 路線距離 | 駅数 | 着工          | 開通 | 備注     |
| ----- | ------------------- | -------- | ---- | ------------- | ---- | -------- |
| 1号線 | 恵賢駅 - 華僑城駅   | 36km     | 28   | 2016年12月1日 | 未定 | 一期工程 |
| 2号線 | 唐家駅 - 白蓮機場駅 | 19.4km   | 17   | 2017年6月     | 未定 | 一期工程 |